# Ometo
Die Ometo-Sprachen sind eine Sprachgruppe, die zum Gonga-Gimojan-Zweig der omotischen Sprachen gehört. Gesprochen werden diese Sprachen im Süden Äthiopiens.
Man unterteilt sie weiter in:
- Zentralometo
  - Dorze
  - Gamo-Gofa-Dawro: Gamo, Gofa, Dawro
  - Melo
  - Oyda
  - Wolaytta
- Ostometo
  - Kachama-Ganjule
  - Koorete
  - Zayse-Zergulla
- Westometo
  - Basketo
- Male